# Nationaal park Oze
Nationaal park Oze (尾瀬国立公園, Oze Kokuritsu Kōen) is een gebied met vooral grasland gelegen in de prefecturen Fukushima, Tochigi, Gunma en Niigata in Japan. De oppervlakte van het park is 372 km². Het park is het 29e nationale park in Japan.
Het park werd geopend op 30 augustus 2007 en was het eerste nieuwe park in twintig jaar dat zijn deuren opende sinds de toevoeging van de Kushiro-draslanden in Hokkaidō in 1987. Het bevat naast het grasland ook moerassen (Ozegahara) en bergen, welke voorheen onderdeel waren van nationaal park Nikkō.